# Prenaseljenost
Prenaseljenost, gledano s splošnega vidika sociološke-gospodarske teorije, je stanje.
Prenaseljenost boljše definiramo, kot razkorak med številom prebivalstva in njihovim prebivališčem. 
Pojem prenaseljenosti se v družbena veda uporablja in opisuje osnovne teme v demografiji in geografiji prebivalstva. 

## Problematika
Prenaseljenost je več smiselnih izrazov:
- Prvi: Izraz prenaseljenost najdemo v več različnih ravneh, oziroma govorimo o globalni, regionalni in lokalni prenaseljenosti.
- Kot drugo, opazujemo prenaseljenost v drugi dimenziji, katera se nanaša na življenjske razmere.
- V tem primeru opazujemo dopustnost (vzdržljivost) prostora, kot je npr. celi svet (planet Zemlja).
- Dopustnost je lahko opazovanje v obliki, kot je oskrba s hrano ali drugače, kot je vzdrževanje določenega življenjskega standarda.

Zagovorniki teorije o prenaseljenosti menijo, da je stanje prenaseljenosti že nastopilo ter da je to zdaj en od osnovnih problemov človeštva. Prenaseljenost nosi s seboj težave, kot so: revščina, lakota, brezposelnost ali rast slumov. Slum je kaotično področje, največkrat predmestje mesta, ki ima slabo socialno, ekonomsko in estetsko obliko. Ta pojav je zelo pogost v državah, ki so v razvoju in vodi do "eksplozije" prebivalstva oziroma močnejšega pritiska. Tudi okoljski problemi in globalno-ekološki odtisi se odražajo v zvezi s prenaseljenostjo. Pod globalno-ekološkim odtisom človeštva mislimo na rabe površin, naftno porabo, intenziven lov, krčenje gozdov ali prevelike emisije odpadnih plinov. Sporno vprašanje je, koliko so določene države prizadete s prenaseljenostjo oziroma kako bi prenaseljenost upočasnili, če upoštevamo gostoto prenaseljenosti, stopnjo samooskrbe, rabo površin, okoljske škode ali življenjsko kakovost.

## Razmere
Trenutno se zmanjšuje stopnja rodnosti v mnogih državah sveta. V povprečju je rodnost 2,7 otrok na žensko (to stanje pomeni rast prebivalstva), čeprav bi bilo za povprečje prebivalstva dovolj 2,1 otroka. V Aziji se je zmanjšala rodnost s 5,1 na 2,7 otrok na žensko. Relativno veliko otrok se rodi v Afriki, južno od Sahare, kjer se rodi v povprečju 5,1 otrok na žensko. Rast svetovnega prebivalstva prinaša tudi nižjo stopnjo smrtnosti. Že danes se mnoge države spoprijemajo z upadom prebivalstva, prav tako tudi države v razvoju. Takšne države imajo veliko število prebivalcev, ki zbolijo za aidsom in imajo visoko stopnjo umrljivosti: Botsvana -0,04%, Cookovi otoki -1,2%, Samoa -0,2%, Južna Afika -0,4%, Trinidad in Tobago -0,87%. Kljub aidsu zaznajo določene države pozitivno rast prebivalstva (Zimbabve +0,62%). Tudi v ostalih državah z aidsom število prebivalstva nekoliko raste kljub bolezni. Tudi v novejše industrijsko razvitih državah, kot je Kitajska, bo kmalu nastopila faza upada prebivalstva. Močen upad prebivalstva je v zadnjih letih v: Alžiriji, Iranu, Mehiki, Tuniziji in Turčiji. Dejstvo je, da je stopnja rodnosti padla v zadnjih desetletjih v mnogih državah. Določeni znanstveniki, kot je Phillip Longman, govorijo o pojmu "prazne zibke" in menijo, da bo upad prebivalstva vodil v izgubo blaginje prebivalstva.

## Zgodovinski razvoj pojma prenaseljenosti
Pojem prenaseljenost je širši javnosti predstavil britanski ekonomist Thomas Malthus koncem 18. stoletja v svoji knjigi An Essay on the Principle of Population (v njej je objavil svojo teorijo o prebivalstvu). Njegova teorija izhaja iz dejstva, da število prebivalstva ekponentno raste, dokler proizvodnja hrane zaradi tehničnega napredka neprestano narašča. Če se rast prebivalstva ne omeji z nižanjem rodnosti ali povečanjem stopnje umrljivosti, sledi nujna posledica - količina hrane bo nezadostna za celotno prebivalstvo, oziroma končni posledici sta povečanje revščine in lakote. Malthusova teorija, v kateri vidi rast prebivalstva kot negativno, nasprotuje merkantilističnem videnju, po katerem je rast prebivlstva osnova blaginje in vojaške moči države. V 19. stoletju je bila Malthusova teorija razširjena in razumljena na ta način, da revni niso upravičeni do kakršne koli podpore države, ker je njihova visoka stopnja rodnosti dejansko vzrok revščine in bi ta pomenila poslabšanje problemov na dolgi rok. Takšno stališče je pripeljalo do restriktivne politike v Veliki Britaniji in drugih državah ( Zakon o revnih, 1834). Med kritiki te teorije in iz nje izhajajoče socialne politike najdemo tudi Charlesa Dickensa. Malthusova teorija se je izrazila v časih velike lakote na Irskem(1845-1849) in kasnejših lakotah v Britanski Indiji na ta način, da pomoč ni bila zagotovljena pravočasno. Problematika o prenaseljenosti, ki jo je začel Malthus, se je nadeljevala do danes in je v zgodovini našla svoje privržence in nasprotnike. Ta polemika je začela izgubljati na pomenu koncem 19. stoletja s tehnološkim razvojem, še posebej pa je izgubila pomen v času Zelene revolucije v 50. in 60. letih 20. stoletja. Ponovno pozornost je ta tematika doživela s pomočjo Donatelle in Denisa L. Meadowsa ter Paula Ehrlicha. Donatella in D. Meadows sta po naročilu Club of Rome izvedla raziskavo meje rasti prebivalstva. To je našlo priljubljenost v določenih krogih okoljevarstvenega gibanja in se danes obravnava v zvezi s klimatskimi spremembami.

## Ukrepi
Različni politični koncepti se uporabljajo, da bi se prenasljenost upočasnila. Od leta 1970 UNO prireja konferenco svetovnega prebivalstva. Na lokalnem in regionalnem nivoju skuša kontrolirati reprodukcijo, kar je del programa podpore državam v razvoju. Cilj je ozavestiti posameznika in mu zagotoviti kontracepcijska sredstva. Ker rodnost počasi upada, je poudarek na ženskem prebivalstvu, da same odločajo o načinu kontracepcije in o svojih intimnih odnosih. 
V Indiji je minister za zdravje in blaginjo predlagal delitev televizijskih sprejemnikov prebivalstvu, da bi jih odvrnili od intimnih odnosov. Cilj indijske vlade je zmanjšati število otrok, kar bi dosegli z lažjo dostopnostjo do kontracepcijskih sredstev. 
Na Kitajskem, najbolj poseljeni državi sveta, je od leta 1970 uzakonjen koncept, da ima par le enega otroka. Kitajska dosega svoje cilje tako, da ima par z enim otrokom določene prednosti pred tistimi, ki jih imajo več. V samem začetku sprejetja zakona je bilo povečanje število nespontanih splavov. Ta politični koncept je upočasnil rast prebivalstva, vendar je prinesel tudi druge socialne probleme. Po kitajski tradiciji je zaželeno imeti potomca moškega spola, tako da so po sprejetju zakona (leta 1970) zarodke ženkega spola selektivno splavili. Še danes obstaja na Kitajskem neravnovesje med spoloma - prevladuje moška populacija. Po zgledu Kitajske vlada Ruande uvaja podoben koncept, da bi število otrok zmanjšali iz povprečno šestih otrok na tri otroke na par. V 19. stoletju zasledimo zakon, ki je na določen način omejeval poroke med revnimi. Vse, samo da bi se omejila rast prebivalstva. V evropskih državah se je uporabljala emigracija kot sredstvo proti prenaseljenosti. Največ prebivalstva je emigriralo v Ameriko. Vlade določenih držav so bile pripravljene plačati potne stroške tistim, ki jih sami niso zmogli. Šli so do skrajnosti s tem, da so ljudi silili k preseljevanju. Določene države so prebivalstvo preseljevale v regije, ki so bile slabo naseljene ali niso imele nobenih virov. Takšen primer najdemo v Indoneziji, kjer je država hotela razseliti prebivalstvo otoka Java na druge otoke. V Etiopiji so v 80. letih 20. stoletja kmečko prebivalstvo iz višje ležečih regij, ki so bile prizadete z erozijo, preselili v regije, ki so bogatejše s padavinami in so klimatsko ugodnejše. V Etiopiji se ta program še vedno izvaja.

## Kritika
Dandanes imajo določeni posamezniki vzvišen pogled na pojem prenaseljenosti. Biološki ukrepi so se po nepotrebnem spremenili v družbene. Teza, da Zemlja ne zmore celotnega svetovnega prebivalstva, je dvomljiva. Temu je posebej doprinesel izkrivljen politični odnos do socialnih, ekonomskih in gospodarskih problemov, ter neenaka porazdelitev virov. Jean Ziegler, bivši UN-ov novinar s področja prehrane, meni, da se pojem prenaseljenosti vsebino odmika od socialne neenakosti in političnih napak, ki so pravzaprav vzrok za lakoto v svetu. Povezava med revščino in velikim številom otrok se različno interpretira. Kritiki pojma prenaseljenosti v vsebinskem smislu trdijo, da visoka stopnja rodnosti ni vzrok revščine. Najdemo pa povezavo med revščino in visoko stopnjo rodnosti na ta način, da revni nimajo dostopa do kontracepcije niti do šolanja. Iz anket je razvidno, da ženske v državah v razvoju rodijo vse manj otrok, kot si jih želijo, ter da nosečnosti niso planirane. V državah v razvoju imajo pari več otrok, ker jim to pomeni varnost v starosti, ob upoštevanju, da imajo takšne države slabo ravit socialni sistem. George Monbiot zatrjuje, da so okoljski problemi, klimatske spremembe in podobno v primerjavi z drugimi industrijskimi državami in veliki koncerni neznatni. Če gledamo rast prebivalstva kot edini vzrok okoljskih problemov to pomeni: prenesti odgovornosti od bogatejših držav na revnejše. Države, ki skoraj nimajo prirasta prebivalstva, ustvarjajo večje ekološke probleme v naravi kot tiste, ki ga imajo. Statistično gledano en prebivalec ZDA proizvede 16.000-krat več k svetovni emisiji ogljikovega dioksida kot npr. Somalijec. Prebivalci Zahodne Evrope porabijo 10-krat več energije in železa kot Afričani. Prav tako velja za porabo fosilnih goriv, goriv, ki škodujejo ozonu, hišnih in industrijskih odpadkov, krčenje gozdov, proizvodnjo mesa... Pravzaprav so industrijske države tiste, ki povzročajo probleme v okolju. Odločujoče je, koliko virov se porabi na posameznika, ne na število prebivalstva. Prebivalstvo držav v razvoju porabi občutno manj virov, ampak jih posledice okoljskih problemov bremenijo bolj. Pogosto se tudi pozabi, da je rodnost v državah v razvoju padla. 
Organizacija Pro-Life je komentirala, da se dosedanje napovedi o prenaseljenosti in iz nje izhajajoče posledice ne bodo uresničile. Najnovejše teorije o prenaseljenosti pravijo, da obstaja določena meja števila ljudi, ki jo Zemlja prenese. Ta meja ni točno določena, ampak se premika glede na porabo virov in tehnološki napredek.
Koliko prebivalstva planet Zemlja zmore vzdržati ostaja predmet intenzivnih razprav.